# Hwanghae Południowe
Hwanghae Południowe (kor. 황해남도, Hwanghae-namdo) – jest prowincją Korei Północnej. Została utworzona w 1954 roku w wyniku podzielenia dawnej prowincji Hwanghae na część Północną i Południową. Stolicą prowincji jest Haeju.

## Geografia
Od północy i wschodu graniczy z prowincją Hwanghae Północnym, a od południowego wschodu z Obszarem Przemysłowym Kaesŏng. Południowe granica wyznaczona jest przez Koreańską Strefę Zdemilitaryzowaną, granicę z Koreą Południową. Zachodnią granicę wyznacza Morze Żółte.

## Podział administracyjny
Hwanghae Południowe podzielone jest na 1 miasto (kor. "Si") i 19 powiatów (kor. "Kun").

### Miasto
- Haeju (해주시; 海州市)

### Powiaty
- An’ak-gun (안악군; 安岳郡)
- Chaeryŏng-gun (재령군; 載寧郡)
- Chang’yŏn-gun (장연군; 長淵郡)
- Ch’ŏngdan-gun (청단군; 靑丹郡)
- Kangnyŏng-gun (강령군; 康翎郡)
- Kwail-gun (과일군)
- Ongjin-gun (옹진군; 甕津郡)
- Paech’ŏn-gun (백천군; 白川郡)
- Pongch’ŏn-gun (봉천군; 峰泉郡)
- Pyŏksŏng-gun (벽성군; 碧城郡)
- Ryong’yŏn-gun (룡연군; 龍淵郡)
- Samch’ŏn-gun (삼천군; 三泉郡)
- Sinch’ŏn-gun (신천군; 信川郡)
- Sinwŏn-gun (신원군; 新院郡)
- Songhwa-gun (송화군; 松禾郡)
- T’aet’an-gun (태탄군; 苔灘郡)
- Ŭllyul-gun (은률군; 殷栗郡)
- Ŭnch’ŏn-gun (은천군; 銀泉郡)
- Yŏn’an-gun (연안군; 延安郡)